# Empresa Pública de Transporte e Circulação de Porto Alegre

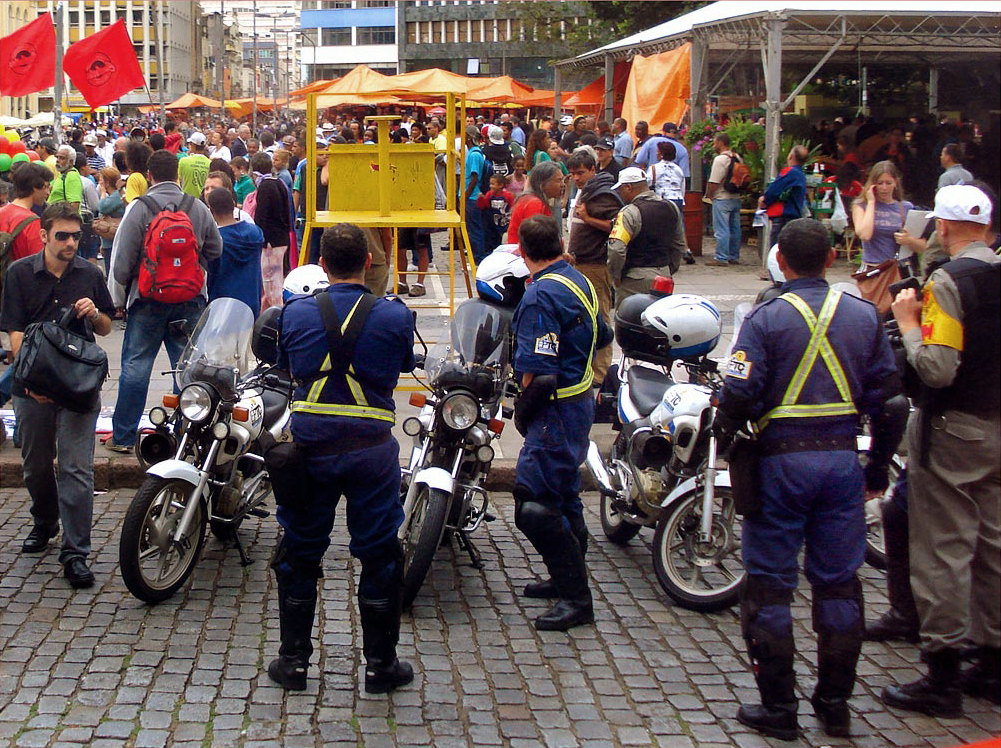
Fiscais da EPTC (de uniformes azuis) em vigia durante manifestação pública no Largo Glênio Peres.

A Empresa Pública de Transporte e Circulação (EPTC) é uma empresa que regula e fiscaliza as atividades relacionadas ao trânsito e transportes no município de Porto Alegre.
Foi criada pela Lei Municipal 8.133, de 13 de janeiro de 1998, atendendo a uma tendência internacional de municipalização da mobilidade urbana. Sua antecessora era a Secretaria Municipal de Transportes (SMT).
Possui agentes espalhados pela cidade, popularmente conhecidos como azuizinhos devido à cor de seu uniforme, que auxiliam na fluidez de alguns pontos críticos do trânsito da Capital e aplicam multas aos motoristas infratores.
É o órgão que gerencia o transporte público de Porto Alegre e realiza vistorias nos veículos que compõem as frotas de ônibus, lotação, táxis e veículos escolares.